# Glyphodera selenitica
Glyphodera selenitica är en tvåvingeart som beskrevs av Verbeke 1951. Glyphodera selenitica ingår i släktet Glyphodera och familjen skridflugor.
Artens utbredningsområde är Kongo. Inga underarter finns listade i Catalogue of Life.